# Makka Sagaipova
Makka Sagaipova (Ruso: Макка Сагаипова) (b. 14.02.1987 en Grozni, Chechenia) es una cantante de origen checheno, reconocida por sus canciones dirigidas a la generación joven. También es bailarina en el grupo de danza checheno, llamado Lovzar.

## Biografía
Makka Sagaipova nació el 14 de febrero de 1987 en Grozny, Chechenia. Es hija del acordeonista Umar Sagaipov. Cuando Makka tenía seis años, comenzó a cantar, y a la edad de ocho años aprendió a bailar. Actualmente vive en Moscú y baila en el grupo "Lovzar". Asiste la Universidad de Jazz y Música Popular en Moscú, y también estudia la economía en la Universidad Estatal de Moscú. Ha lanzado dos discos hasta la fecha.

## Discografía
- Soy tu hija, Chechnya (Со Хьа Йо1 Ю - Нохчичоь)

Daimokh (Patria) en YouTube.
- Amor (Безам)

Moulid en YouTube.
Shila Mokh (Viento Frío) en YouTube.
Babi Kant (Hijo de la Madre) en YouTube.
Arja Bargash (Ojos Negros) en YouTube.
Denosh (Días) en YouTube.
Sa Gat Del (Quemaduras Del Alma) en YouTube.
Tsa Yoghitu (No Me Dejan Ir) en YouTube.